# Heather Harper
Heather Harper (Belfast, 8 mei 1930 - 22 april 2019) was een Britse sopraanzangeres van Noord-Ierse afkomst.

## Biografie
Zij kreeg haar eerste muzieklessen in haar geboortestad. Zij studeerde piano aan het Trinity College of Music in Londen. Zangkunst was toen haar bijvak. Zij trad toe tot het koor van de BBC.
Haar solodebuut vond plaats in 1954 in Oxford met Médée van Cherubini. Van 1956 tot 1975 maakte ze deel uit van de English Opera Group, die zich specialiseerde in opera’s van de oprichter Benjamin Britten, maar ook in ander repertoire. Belangrijke rollen van Heather Harper waren Elsa in Lohengrin van Wagner, Arabella van Richard Strauss, de Contessa d’Almaviva in Mozarts Le nozze di Figaro, Ellen Orford in Brittens Peter Grimes en de Governess in diens The Turn of the Screw. Zij trad op in vele operahuizen, zoals Covent Garden, de Bayreuther Festspiele en de Metropolitan Opera.
Daarnaast was Harper actief als concertzangeres in oratoria en liedrecitals. Bij de première in de kathedraal van Coventry van het War Requiem van Britten in 1962 zong zij met succes de sopraanpartij naast Peter Pears en Dietrich Fischer-Dieskau, hoewel zij pas kort tevoren was geëngageerd omdat de beoogde Russische zangeres Galina Visjnevskaja geen toestemming van de Sovjet-autoriteiten had gekregen om naar Engeland te komen. Een andere belangrijke wereldpremière was die van de liedercyclus Next Year in Jerusalem voor sopraan en orkest van Malcolm Williamson in 1985 in Belfast.
Heather Harper was ook docente aan het Royal College of Music in Londen.

## Eerbewijzen
Dame Heather Harper werd in de adelstand verheven en was Commander in the Most Excellent Order of the British Empire (CBE).
- Bibsys: 1067232
- Biblioteca Nacional de España: XX964872
- Bibliothèque nationale de France: cb13894973g (data)
- CiNii: DA08378606
- Gemeinsame Normdatei: 12876659X
- International Standard Name Identifier: 0000 0001 2148 249X
- Library of Congress Control Number: n82149139
- Nationale Bibliotheek van Letland: 000103724
- MusicBrainz: ff8c00d5-9776-4648-a366-58cc1a4a361c
- Nationale Bibliotheek van Tsjechië: xx0042361
- Nationale bibliotheek van Australië: 35296422
- Nationale Bibliotheek van Israël: 987007273728705171
- Nationale en Universitaire bibliotheek Zagreb: 000264116
- Nederlandse Thesaurus van Auteursnamen: 071006508
- Réseau des bibliothèques de Suisse occidentale: 02-A003348837
- SNAC: w62b90t2
- Système universitaire de documentation: 137829493
- Trove: 901747
- Virtual International Authority File: 113834937
- WorldCat: E39PBJgcYrR7RvGkRF4WjTRkDq